# 李遇春
李遇春（1501年—？），字時芳，直隸蘇州府常熟縣民籍，吳縣人，明朝政治人物。

## 生平
嘉靖十六年（1537年）丁酉科順天府鄉試第八十七名舉人。嘉靖十七年（1538年）中式戊戌科會試第一百七十名，登第三甲第一百八十三名進士。歷官袁州府、興化府推官，升工部主事。
墓在落星港。

## 家族
曾祖李邕；祖父李楩；父李乾，母杭氏。具庆下。